# پیره‌لر شاه‌قاسم (کلیبر)
پیره‌لر شاه‌قاسم یکی از روستاهای استان آذربایجان شرقی است که در دهستان آبش‌احمد بخش آبش‌احمد شهرستان کلیبر واقع شده‌است.